# Кешелава, Платон Георгиевич
Платон Георгиевич Кешелава (груз. პლატონ გიორგის ძე კეშელავა, 1893 — 18 сентября 1963) — грузинский общественный деятель, писатель-критик.

## Биография

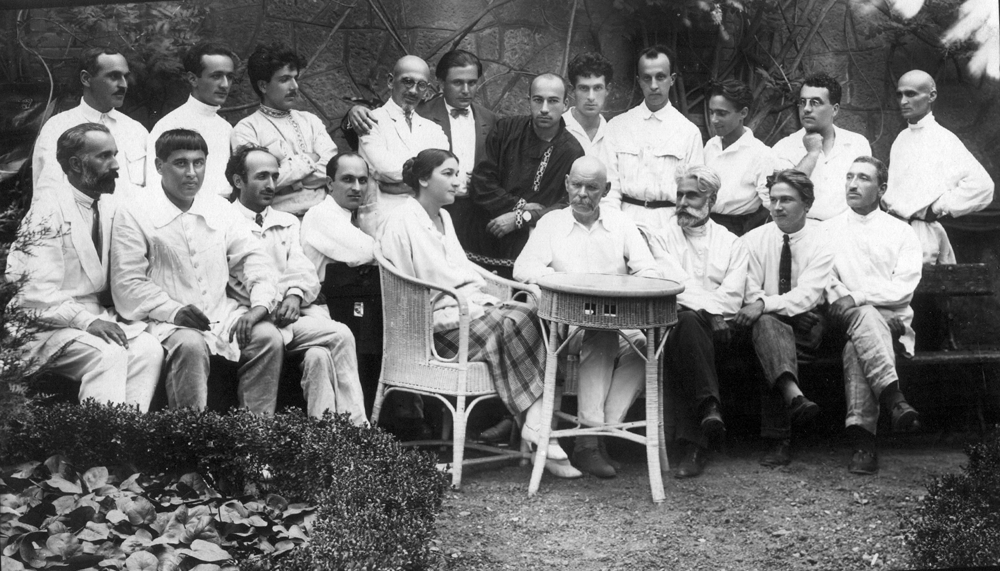
Максим Горький в гостях у грузинских писателей в саду Дворца писателей Грузии. 24 июля 1928 года. Кешелава — во втором ряду первый слева

Окончил Кутаисскую гимназию и в 1916 году поступил на историко-филологический факультет Казанского университета.
В 1918 году вернулся в Грузию и продолжил обучение в только что организованном Тбилисском университете.
Занимался широким кругом проблем, участник общественных мероприятий. Являлся секретарем журналов «Будущее» и «Искусство».
В 1943 году стал директором Дома-музея Чавчавадзе в Кварели и оставался им до конца своей жизни. В то же время вёл исследовательскую работу, написал важные работы: «Генеалогия Ильи», «Перестройка гоголевского мироощущения», «Илья Чавчавадзе и Госсовет 1906—1907 годов», «Илья Чавчавадзе и Артур Лейст», «Труды Ильи», «Илья и грузинский театр» и многие другие.

На церемонии переноса праха Бараташвили из пантеона Дидубе в пантеон Мтацминда. Справа-налево, стоят — Георгий Леонидзе, Константин Гамсахурдиа, Александр Кутатели, Владимир Глонти, Дмитрий Бенашвили, Ило Мосашвили, Павел Ингороква, Гиго Хечуашвили, Шалва Дадиани, Григол Цецхладзе, Алио Мирцхулава, Сумбаташвили (племянник Бараташвили, сын сестры Н. Бараташвили — Софии), Е. Леонидзе (жена Г. Леонидзе), Серго Клдиашвили, Платон Кешелава. Сидят Ираклий Абашидзе и Ражден Гветадзе (слева). 1938 год.

Похоронен в Дидубийском пантеоне.